# Cerveza Club Colombia Open 1997 - Qualificazioni doppio
Le qualificazioni del doppio  del Cerveza Club Colombia Open 1997 sono state un torneo di tennis preliminare per accedere alla fase finale della manifestazione. I vincitori dell'ultimo turno sono entrati di diritto nel tabellone principale. In caso di ritiro di uno o più giocatori aventi diritto a questi sono subentrati i lucky loser, ossia i giocatori che hanno perso nell'ultimo turno ma che avevano una classifica più alta rispetto agli altri partecipanti che avevano comunque perso nel turno finale.
Le qualificazioni del doppio del torneo Cerveza Club Colombia Open 1997 prevedevano 4 coppie partecipanti di cui una è entrata nel tabellone principale.

## Teste di serie
1. Mariano Hood /  Sebastián Prieto (primo turno)

1. Devin Bowen /  Oleg Ogorodov (primo turno)

## Qualificati
1. Karim Alami  /   Maurice Ruah

## Tabellone

### Legenda
| - Q = Qualificato - WC = Wild card - LL = Lucky loser | - ALT = Alternate - SE = Special Exempt - PR = Protected Ranking | - w/o = Walkover - r = Ritirato - d = Squalificato |

|  | Primo turno | Primo turno                      | Primo turno               | Primo turno | Primo turno |  |  | Ultimo turno                     | Ultimo turno                     | Ultimo turno | Ultimo turno | Ultimo turno |  |
|  |             |                                  |                           |             |             |  |  |                                  |                                  |              |              |              |  |
|  |             | Dinu Pescariu Davide Sanguinetti | 2                         | 6           | 6           |  |  |                                  |                                  |              |              |              |  |
|  | 1           | Mariano Hood Sebastián Prieto    | 6                         | 3           | 4           |  |  | Dinu Pescariu Davide Sanguinetti | Dinu Pescariu Davide Sanguinetti | 6            | 1            | 2            |  |
|  |             | Karim Alami Maurice Ruah         | Karim Alami Maurice Ruah  | 6           | 6           |  |  | Karim Alami Maurice Ruah         | Karim Alami Maurice Ruah         | 1            | 6            | 6            |  |
|  | 2           | Devin Bowen Oleg Ogorodov        | Devin Bowen Oleg Ogorodov | 3           | 4           |  |  |                                  |                                  |              |              |              |  |